# 내 귀에 캔디 (텔레비전 프로그램)
《내귀에 캔디》는 tvN의 예능 프로그램이다.

## 방송 시간
| 방송 기간                          | 방송 시간           |
| ---------------------------------- | ------------------- |
| 2016년 8월 18일 ~ 2016년 11월 10일 | 목요일 밤 11시      |
| 2017년 2월 18일 ~ 2017년 4월 22일  | 토요일 밤 10시 50분 |

## 내용
내 마음 을 움직인 목소리 ! 넌 누구니 ? 내 이야기를 들어주는 익명 의 '캔디' 와 비밀 통화를 통해 교감, 소 통하는 폰 중 진담 리얼리티

## 시청률

### 시즌 1
아래의 파란색 숫자는 '최저 시청률'이고, 빨간색 숫자는 '최고 시청률'입니다. 시청률조사회사와 지역별로 시청률에 차이가 있을 수 있습니다.
| 회차   | 방송일           | 부제 | TNmS 시청률    | TNmS 시청률  | AGB 시청률     | AGB 시청률   | AGB 시청률          |
| 회차   | 방송일           | 부제 | 대한민국(전국) | 서울(수도권) | 대한민국(전국) | 서울(수도권) | 장르별 순위         |
| ------ | ---------------- | --- | -------------- | ------------ | -------------- | ------------ | ------------------- |
| 제1회  | 2016년 8월 18일  | “왜 전화 안 와?.. 어? 왔다, 왔다!” 캔디와의 첫 통화를 기다리는 ‘장근석, 서장훈, 경수진, 지수!’                          | -              | -            | 1.159%         | -            | 종합 10위, 예능 4위 |
| 제2회  | 2016년 8월 25일  | 같은 하늘 아래에서 벌어지는 장근석 & 하이구의 두 번째 이야기!                                                           | -              | -            | 1.163%         | -            | 종합 11위, 예능 5위 |
| 제3회  | 2016년 9월 1일   | 장근석 - 같은 스타, 하지만 너~무 다른 우리!                                                                             | -              | -            | 1.485%         | -            | 종합 5위, 예능 3위  |
| 제4회  | 2016년 9월 8일   | 갈수록 미궁 속! 우린 같은 하늘일까, 다른 하늘일까?!                                                                     | -              | -            | 0.738%         | -            | 종합 45위, 예능 7위 |
| 제5회  | 2016년 9월 22일  | 안재홍 – 정봉이의 실사판 등장?!                                                                                         | -              | -            | 1.084%         | -            | 종합 7위, 예능 4위  |
| 제6회  | 2016년 9월 29일  | 한밤의 혼술남녀! 장근석 & 밤안개의 두 번째 이야기!                                                                      | -              | -            | 0.676%         | -            | 종합 49위, 예능 7위 |
| 제7회  | 2016년 10월 6일  | 장근석 - 찾았다! 내 소울메이트 / 안재홍 - 나는 안감독이다!                                                              | -              | -            | 0.640%         | -            | 종합 62위, 예능 9위 |
| 제8회  | 2016년 10월 13일 | 박하나 - 아현동 마님! / 근석 & 아프로디테하태핫해의 두 번째 이야기! / 재홍 & 장만옥의 두 번째 이야기!                   | -              | -            | 1.023%         | -            |                     |
| 제9회  | 2016년 10월 20일 | 성훈 - 분홍빛 설렘주의보 / 장근석 - 데이트 코스 배틀♥ 근짱의 연애 생활 계획표! / 박하나 & 압구정 돌쇠의 두 번째 이야기! | -              | -            | 0.704%         | -            |                     |
| 제10회 | 2016년 10월 27일 | 전소민 - 달에서 온 그대☽ / 근석&영심이의 두 번째 이야기! / 성훈&분홍이의 두 번째 이야기!                                | -              | -            | 0.786%         | -            |                     |
| 제11회 | 2016년 11월 3일  | 한예리 - 왜냐하면 우리는 우리를 모르고 / 공명 – 비포 선셋♥ 해가 지기 전까지... / 네가 내 이름을 부르면 간지러워-        | -              | -            | 0.590%         | -            |                     |
| 제12회 | 2016년 11월 10일 | 한예리 & 오빠오빠의 두 번째 이야기! / 공명 & 구데렐라의 두 번째 이야기                                                  | -              | -            | 0.559%         | -            |                     |

### 시즌 2
| 회차 | 부제            | 방송일자 | AGB 닐슨 시청률 |
| ---- | --------------- | --- | --------------- |
| 1회  | 2017년 2월 18일 | 가슴 뛰게 하는 그 시절, 다시 만난 스무 살 <최지우> / 치열하게 살지마! 인생은 단 한 번 YOLO! <황치열>                             | 1.761%          |
| 2회  | 2017년 2월 25일 | 치명적 반전매력! 서서히 드러나는 병국이의 비밀 <하이루 & 병국이> / 이보다 더 달달할 수 없다! 심쿵통화 주의보 <서울남자 & 하가우> | 1.093%          |
| 3회  | 2017년 3월 4일  | 같은 시간, 같은 하늘 아래에 있는 두 사람? <하이루 & 병국이> / 너와 나의 연결 고리! 그건 바로 집착? <너깨비 & 따개비>             | 0.822%          |
| 4회  | 2017년 3월 11일 | Before Sunrise, 우린 만날 수 있을까? <하이루 & 병국이> / 냉정과 열정 사이! 멋짐과 허당 사이? <홍삼이 & 바니바니>                 | 1.085%          |
| 5회  | 2017년 3월 18일 | 내 귀에 캔디 이탈리아에서 맛보는 러브 레시피 <홍삼이 & 바니바니> / 사랑하니까 청춘이다! 풋풋한 캠퍼스 로맨스 <선배 & 밤비>       | 0.873%          |
| 6회  | 2017년 3월 25일 | 사랑은 비를 타고♥ <홍삼이 & 바니바니> / 아련한 그 시절의 기억, 청춘학개론 <선배 & 밤비>                                          | 1.020%          |
| 7회  | 2017년 4월 1일  | <냉정과 열정 사이> 10년 전 인연, 그리고 필연 <홍삼이 & 바니바니> / 밤을 잊은 야행성 커플 <벨라 & 늑대소년>                       | 1.079%          |
| 8회  | 2017년 4월 8일  | 시간을 달리는 커플 <킹카13 & 데이지> / 당신의 밤은 나의 낮보다 아름답다 <벨라 & 늑대소년>                                        | %               |
| 9회  | 2017년 4월 15일 | 시간을 달리는 커플 <킹카13 & 데이지> / 국민 오누이의 벚꽃엔딩 <정대만 & 빨간머리 앤>                                             | %               |
| 10회 | 2017년 4월 22일 | 시간 여행의 종착지 <킹카13 & 데이지> / 국민 남매의 大반전 벚꽃엔딩 <정대만 & 빨간머리 앤>                                        | 0.725%          |